# Hilarion (Conew)
Hilarion, imię świeckie Dymityr Draganow Conew (ur. 12 stycznia 1913 w Elenie, zm. 28 października 2009 w Warnie) – bułgarski biskup prawosławny. 

## Życiorys
Jego ojciec zginął w czasie I wojny światowej, matka była daleką krewną metropolity wielkotyrnowskiego Hilariona. Szkołę podstawową ukończył w Elenie. W 1927 rozpoczął naukę w seminarium duchownym w Sofii, zaś po jego ukończeniu, w 1933, wstąpił na wydział teologiczny Uniwersytetu Sofijskiego św. Klemensa z Ochrydy. Studia ukończył w 1937. 
4 września 1938 w Monasterze Drianowskim złożył wieczyste śluby mnisze przed metropolitą wielkotyrnowskim Sofroniuszem. 21 września 1938 został wyświęcony na hierodiakona przez metropolitę płowdiwskiego Cyryla. Od 1939 do 1943 wykładał w seminarium duchownym w Sofii. 4 listopada 1941 został wyświęcony na hieromnicha przez metropolitę sofijskiego Stefana. W 1947 otrzymał godność archimandryty. Od 1957 do 1964 był inspektorem Akademii Duchownej św. Klemensa z Ochrydy w Sofii, zaś od 1964 do 1965 kierował jako przełożony Monasteru Trojańskiego. Od 1965 do 1972 kierował wydziałem kulturalno-oświatowym Bułgarskiego Kościoła Prawosławnego, zaś od 1972 do 1981 był przełożonym Monasteru Baczkowskiego. W 1973 przyjął chirotonię biskupią, otrzymując tytuł biskupa trajanopolskiego.
Od 1981 do 1990 był wikariuszem eparchii warneńskiej i wielkopresławskiej, następnie do 1992 – wielkotyrnowskiej. Od 1992 do 1994, ze względu na podeszły wiek jej ordynariusza, metropolity Stefana, faktycznie zarządzał wszystkimi sprawami metropolii. Od 1994 przeniesiony do metropolii sofijskiej, ponownie jako wikariusz. W 2003 objął zarząd metropolii dorostolskiej. Zmarł w 2009 po krótkiej chorobie.  
Autor wierszy, opowiadań i tekstów poświęconych historii Cerkwi oraz teologii moralnej. W 2009 odznaczony orderem Świętych Cyryla i Metodego. 